# 駿優予備学校
駿優予備学校（すんゆうよびがっこう）は、東京都に本部を置く大学受験予備校である。キャッチコピーは「行ける大学じゃなく、行きたい大学へ」。

## 概要
駿台予備学校の教務部長や総務部長などを歴任した岩田拓郎が1977年に池袋で開校した塾である。開校当初は「駿友予備学校」を名乗っていた。
駿優予備校の指導システムをベースとするが、各校ごとに根ざしたサービスを展開している。
現在は学校法人駿優学園の運営する駿優予備学校郡山校（福島県郡山市）、学校法人岩田学園の運営する水戸駿優予備学校（茨城県水戸市）、株式会社進学綜合研究所が運営する駿優宇都宮校（栃木県宇都宮市）の3校舎がある。

## 沿革
- 1977年（昭和52年）-『駿友予備学校』を東京・池袋に開校。
- 1988年（昭和63年）-『水戸駿優予備学校』を開校。
- 1989年（平成元年）-『駿優予備学校郡山校』を開校。
- 2012年（平成24年）-『大学受験予備校 駿優 宇都宮校』を開校。
- 2016年（平成28年）- 水戸駿優予備学校が茨城県警察と「安全なまちづくりに関する協定」を締結[3]。
- 2023年（令和5年）-『水戸駿優予備学校』が閉校。
- 2025年（令和7年）-『駿優予備学校郡山校』が閉校。宇都宮校舎もすでに閉校しており、予備校部門はすべて閉鎖となった。

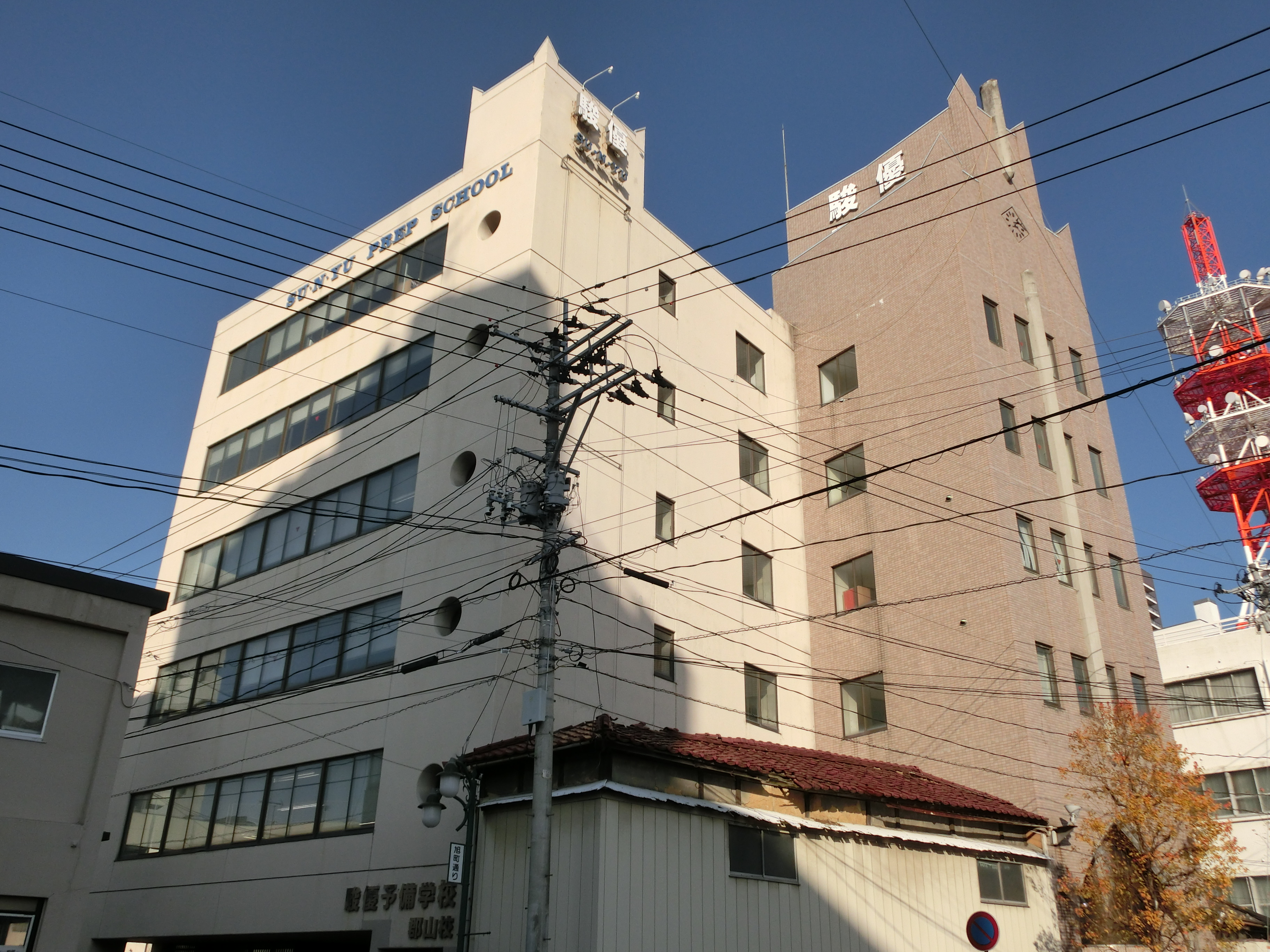
郡山校
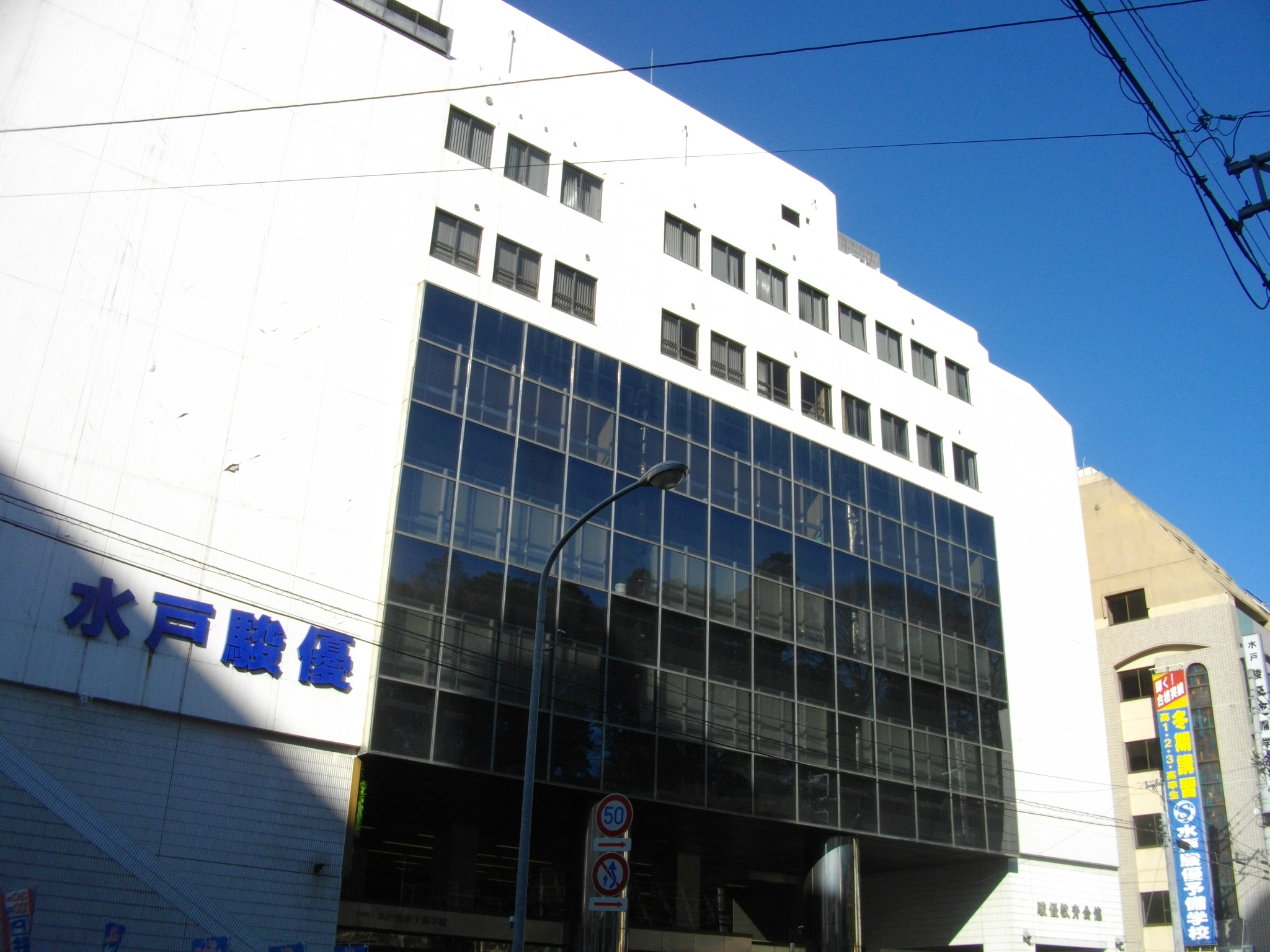
水戸校
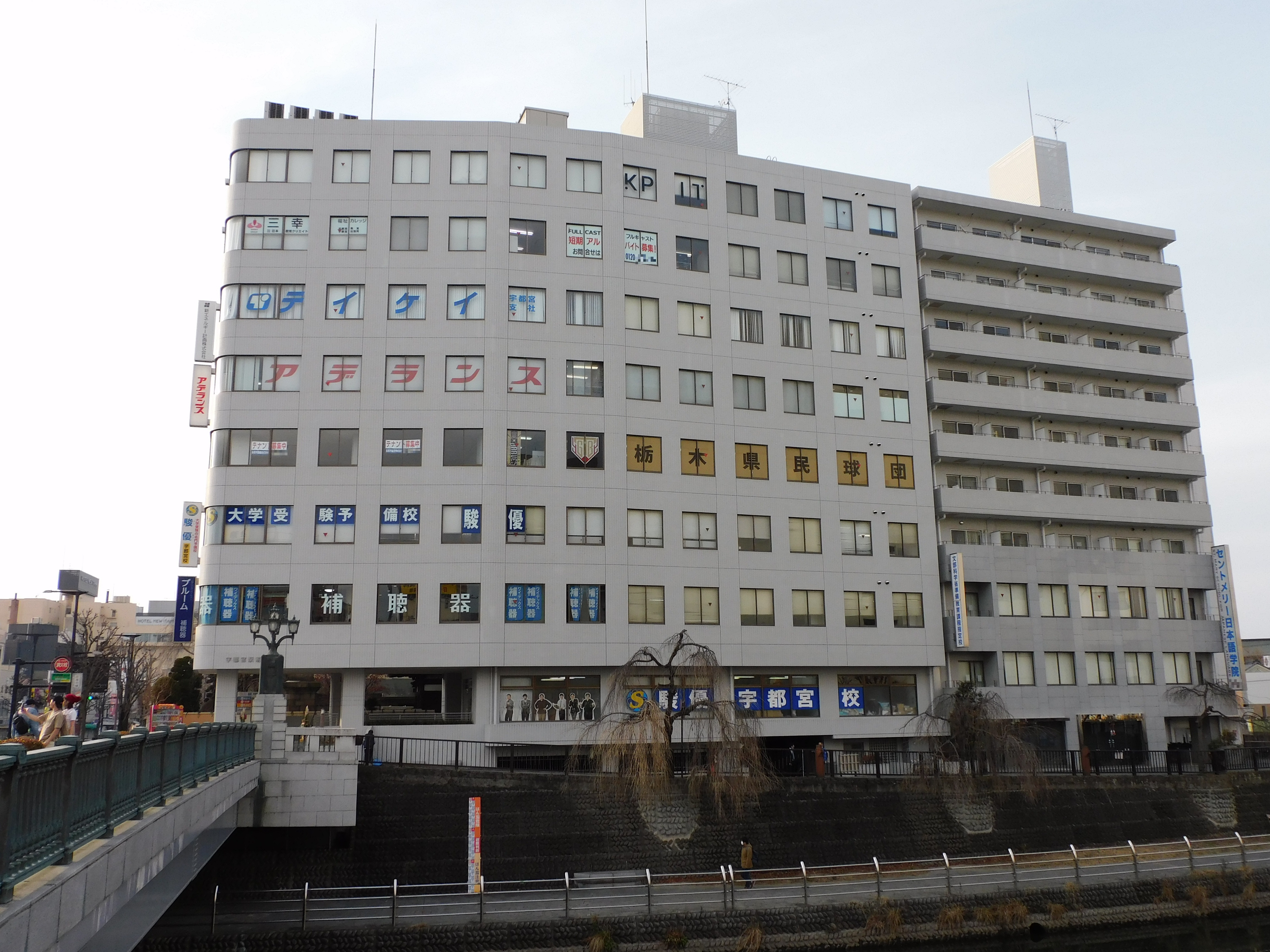
宇都宮校

## スポンサー番組

### 現在
- 天気予報（福島中央テレビ、日曜日※2010年から）

### 過去
- ウェザー情報（福島放送、金曜日）